# Louis MacNeice

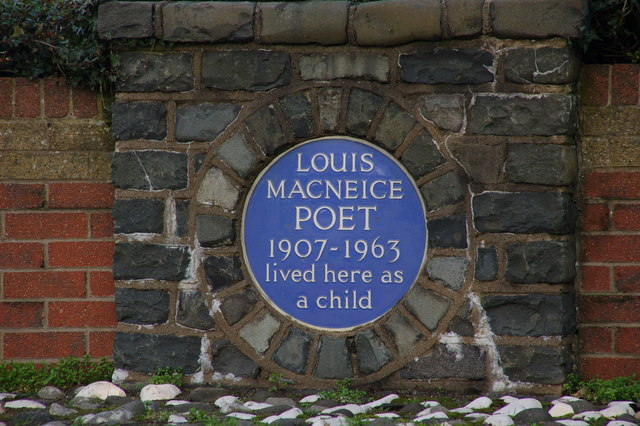
Tablica na domu Louisa MacNeice w Carrickfergus

Frederick Louis MacNeice (ur. 12 września 1907 w Belfaście, zm. 3 września 1963 w Londynie) – poeta i dramaturg irlandzki.
Pochodził z rodziny protestanckiej. Jego ojciec był biskupem Kościoła Irlandii. Urodził się w Belfaście, dzieciństwo spędził w Carrickfergus. W latach 1926–1930 studiował na Uniwersytecie Oksfordzkim, gdzie był zaliczany do poetów tzw. grupy Audena (w jej skład wchodzili W.H. Auden, Stephen Spender oraz Cecil Day-Lewis). Jego pierwszy tom wierszy, zatytułowany Blind Fireworks ukazał się w 1929 roku. 
W 1936 roku, odwiedził Hiszpanię, gdzie trwała wojna domowa. Wkrótce potem, wraz z Audenem, udał się w podróż do Islandii, czego efektem była ich wspólna książka Listy z Islandii (Letters from Iceland), zawierająca utwory poetyckie i opowiadania. Po ukończeniu studiów podjął pracę na University of Birmingham, gdzie wykładał filologię klasyczną.   W 1941 roku rozpoczął współpracę z BBC, gdzie pracował jako producent słuchowisk. Opracowywał też słuchowiska własnego autorstwa, a także tłumaczenia (m.in. Agamemnon Ajschylosa)  
Był dwukrotnie żonaty. W 1930 roku poślubił Giovannę Ezra, z którą rozwiódł się w 1936. Mieli syna o imieniu Dan. Po raz drugi ożenił się z Hedli Anderson, piosenkarką i aktorką. Rozstali się w 1960 roku, Mieli córkę o imieniu Corinna.
W 1963 roku, przygotowując efekty dźwiękowe na potrzeby audycji radiowej, prowadził nagrania w wilgotnej jaskini. Zachorował na zapalenie płuc, które okazało się śmiertelne.